# Реакція Троммера
Реа́кція Тро́ммера — якісна реакція для визначення наявності моносахаридів-альдоз, що ґрунтується на окисненні альдоз гідроксидом міді(II) із випадінням червоного осаду оксиду міді Cu2O.
Метод був винайдений німецьким хіміком Карлом Августом Троммером у 1841 році.

## Визначення

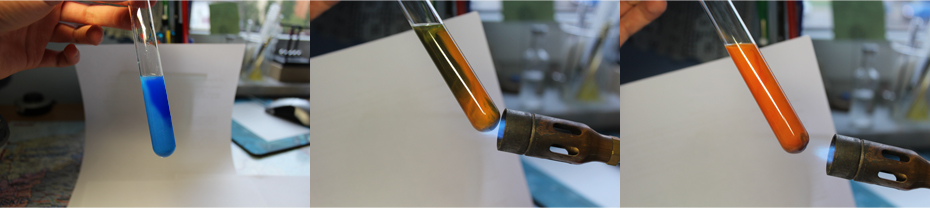
Блакитний осад вихідного гідроксиду Cu(OH)_{2} та випадіння осаду Cu_{2}O після нагрівання

В ході аналізу до 2—3 мл досліджуваного розчину додають кілька крапель 10% розчину CuSO4 і 3—4 мл 10% розчину гідроксиду натрію. В результаті утворюється блакитний драглистий осад гідроксиду міді(II):
{\displaystyle \mathrm {CuSO_{4}+2NaOH\longrightarrow Cu(OH)_{2}\downarrow +Na_{2}SO_{4}} }
За наявності у розчині альдоз, після підігрівання пробірки із сумішшю відбувається реакція окиснення вуглеводу і відновлення Cu(OH)2 до гідроксиду CuOH, який є нестійким і розкладається, внаслідок чого спостерігається випадіння жовтого або цегляно-червоного осаду Cu2O:
{\displaystyle \mathrm {R{-}CHO+2Cu(OH)_{2}\longrightarrow R{-}COOH+2CuOH+H_{2}O} }
{\displaystyle \mathrm {2CuOH\longrightarrow Cu_{2}O\downarrow +H_{2}O} }
Загалом визначення подібне до реакцій із реактивами Бенедикта і Фелінга, однак до їхнього складу входять додаткові речовини, що відіграють роль лігандів: цитрат натрію і сегнетова сіль відповідно.
Недоліком цього методу є те, що в разі малої концентрації визначуваного вуглеводу-альдози відбувається термічне розкладання Cu(OH)2 із утворенням чорного оксиду CuO, який перешкоджає спостереженню за перебігом реакції.